# Compsibidion circunflexum
Compsibidion circunflexum är en skalbaggsart som beskrevs av Martins 1971. Compsibidion circunflexum ingår i släktet Compsibidion och familjen långhorningar. Inga underarter finns listade i Catalogue of Life.